# Åke Persson
Åke Persson (Hässleholm, 25 februari 1932 - Stockholm, 5 februari 1975) was een Zweedse jazztrombonist.

## Biografie
Persson kwam in 1951 van Zuid-Zweden naar Stockholm en hij deed direct van zich spreken door zijn spel in het kwintet van Simon Brehm (1951 tot 1954), waar hij door zijn deskundigheid de bijnaam 'komeet' kreeg. Hij speelde daarna in de bands van Arne Domnérus en van tenorsaxofonist Hacke Björksten. Van 1956 tot 1961 was hij solist in Harry Arnolds Swedish Radio Band, waar hij werd gehoord door Quincy Jones, die hem contracteerde voor diens Europese bigband. Van 1961 tot 1975 speelde hij in het RIAS Tanzorchester in Berlijn en daarnaast van 1963 tot 1971 in de Kenny Clarke/Francy Boland Big Band.
In 1972 speelde hij in de George Gruntz Concert Jazz Band. Bovendien speelde hij vaak met Amerikaanse gastmuzikanten tijdens hun Europese tournee, waaronder met het Count Basie Orchestra (1962), Duke Ellington, Dizzy Gillespie en Roy Haynes.
Tijdens de jaren 1950 nam hij onder zijn eigen naam op bij Metronome Records, Philips Records en EmArcy. Hij was verder betrokken bij albums van Count Basie, Nils Lindberg, Herbie Mann, George Wallington, Monica Zetterlund, Lars Gullin, Stan Getz, Art Farmer en Peter Herbolzheimer.

## Overlijden
In februari 1975 werd hij dood gevonden in zijn auto in het Djurgården-kanaal. Hij werd bijna 43 jaar. In 2005 werd hij postuum onderscheiden met de Django d'Or als jazzlegende.

## Discografie
- The Great Åke Persson (Four Leaf Clover)